# コンコード川

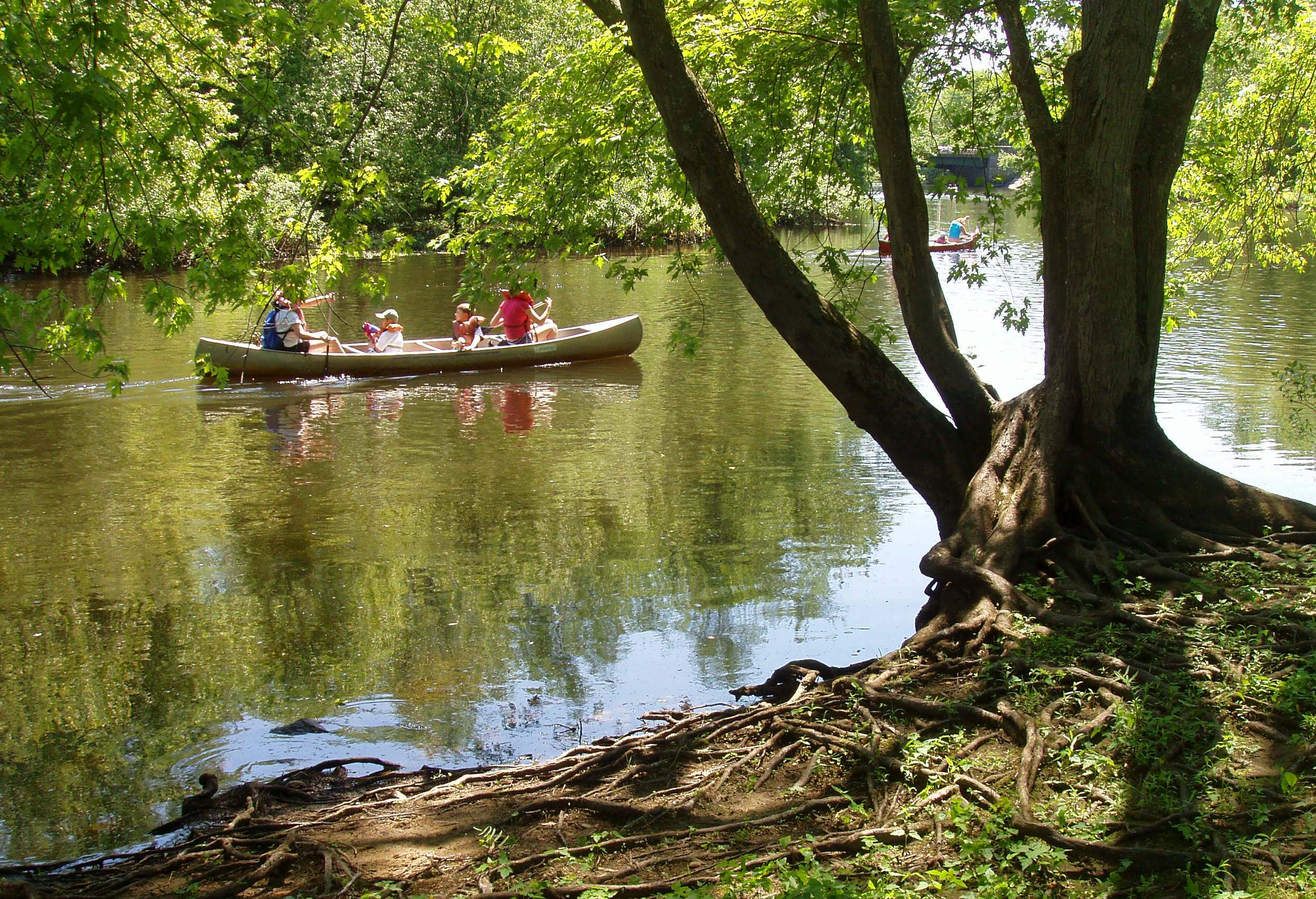
川を渡るカヌー

コンコード川とはアメリカ合衆国マサチューセッツ州にあるボストン北西部近郊を流れるメリマック川の支川であり、全長16.3マイル (26.2 km)を有する。アメリカ独立戦争におけるレキシントン・コンコードの戦いの戦場となったほか、ヘンリー・デイヴィッド・ソローの著作「コンコード川とメリマック川の一週間」の舞台にもなっている。

## 説明と初期の歴史
この川はミドルセックス郡にあるエッグロックと呼ばれるサドベリー川及びアッサベット川の合流地点から始まる。コンコード東部から北方に流れ、ローウェルの東側でメリマック川に合流する。緩やかに流れる小川で、流れていく中で地形の変化はほとんどない。その流域はウースター郡まで広がっており、マサチューセッツ州内の36の町を包括する。
緩やかな水流には水生、半水生植物が豊富に存在し、その岸辺には野草やスゲがこの穏やかな流れの両側に何マイルにもわたって伸びていることから、ネイティブアメリカンはこの川を"Musketaquid river"や"grass-grown river"と呼んでいた。ネイティブアメリカンは、この地域全体の川の河口で複雑なデザインの棒を用いて回遊魚を捕まえていた。
1635年までにイギリスからの入植が始まり、彼らが川に現在の名前を付けた。1775年4月19日、コンコードの町の川にかかるオールド・ノース・ブリッジはコンコードの戦いの舞台となった。この橋は現在、複製されたものが国立公園局によって保存されている。
ヘンリー・デイヴィッド・ソローは、ウォールデン池近くに住んでいた1849年に、『コンコード川とメリマック川の一週間』を執筆した。これには、1942年に死去した弟のジョンと1839年に行われた7日間の船旅が描かれている。ソローは、川の自然の美しさの探求と、それに伴う真実、詩、旅、友情などの永遠のテーマについての考えを語った。周辺の郊外化が進んでいる一方で、川は今日でもカヌーで人気の場所となっている。ローウェルの川の最後の1マイルは、深刻なクラス 3+/4の急流になっている。

## ダムによる自然への影響
農作物の生産量を増やすため、また紡績工場を稼働させるための電力を確保するために、コンコード川沿いにダムが建設された。ダムによって成熟した魚が産卵のために上流に戻ることができなくなったため、19世紀までに在来魚のアロシダエやエールワイフは絶滅してしまった。エールワイフやその他の遡河魚は回遊性であるため、淡水で孵化した時点で刷り込まれる本能に沿って、海に行って成熟し、その後孵化した場所の近くに戻って産卵する。しかし、上流のルートが遮断されことで産卵場所に戻れなくなったのである。コンコード川におけるエールワイフの生息数を激減させた原因はノース・ビレリカにあるフォークナー・ダムだけではない。同時期にローウェルからチャールズタウンに至るまでミドルセックス運河が開通したのである。

## 汚染による影響
19世紀、コンコード川付近はアメリカにおける産業革命が積極的に行われており、繊維、製紙、なめし、鉱業といった産業が誕生していった。それに伴って産業廃棄物や未処理の生活排水といった有機性廃棄物が川に捨てられた。1960年代前半には化学や金属を取り扱う企業が増加していき、それらはボストンの都市圏にある電子産業を支えていた。その頃になると、コンコード川からの水が流れるメリマック川はアメリカ国内でも上位10位に入るほど汚れた川とされるようになった。
水質浄化法が1972年に施行されたことで米国は水質の改善に注力することとなり、川などの可航水域へと排出される水について厳しく管理された。川の河岸には廃水処理施設がコンコードに一つ、ビレリカに二つ、それぞれ整備された。これらは連邦政府の定めた範囲内で稼働すれば川の生態系を保護することができるものである。
重金属やポリ塩化ビフェニルなどの汚染物質は未だに沈殿した状態であるニャンザ・スーパーファンドの敷地などから発生した水銀を含んだ沈殿物が存在することから、サドベリー川全体とコンコード川下流では魚の採取が禁じられている。
2004年8月に過塩素酸塩が検出された。当初、道路や建物の建築に利用された爆発物が原因であると考えられていたが、ビレリカによる調査によって医療関係の製品を製造する地場企業が原因であると明らかになった。この企業は漂白の作業で月220ガロンの過塩素酸を利用しており、そこで出た水は下水道に流していた。原因が特定された後、指針に沿ったイオン交換の設備を整備するまで自主休業することとなった。
2007年5月、ビレリカは街から出る排水においてリン、糞便性大腸菌、pH、アンモニア態窒素の濃度が上回ったとして、アメリカ合衆国環境保護庁およびマサチューセッツ州環境保護局に法的措置を執られ、250,000ドルもの罰金を支払うこととなった。さらに排出モニタリング報告書の提出、モニタリング要件の遵守、浸入・浸透報告書の提出といった環境対策を怠ったとして告発された。EPAによると、ビレリカの街からリンが過剰に放出されたことで川の栄養が増加してしまい、その結果水草が必要以上に成長してしまったとのことである。

## 回遊性魚類の回復に向けて
2000年5月、エールワイフの産卵、繁殖を目的として合衆国魚類野生生物局やサドベリー・バレー・トラスティーズ（英語: Sudbury Valley Trustees）のボランティアらがネマスケット川から移植された成体7000体を川に放流する実験が行われた。これにより、出生した幼体は新たにコンコード川を母川と認識した。しかし、最初のダムのふもとまで戻ってきた魚が少なすぎたためこの実験は失敗した。